# دان لونجو
دان لونجو (بالرومانية: Dan Lungu)‏ هو عالم اجتماع وكاتب وناقد أدبي ومؤرخ أدبي ومؤرخ وشاعر وسياسي روماني، ولد في 15 سبتمبر 1969 في بوتوشاني في رومانيا. حزبياً، نشط في Save Romania Union ‏. وقد انتخب عضو مجلس شيوخ رومانيا ‏ عن دائرة إقليم ياش (20 ديسمبر 2016 – ).